# Vrijheidsfront Plus
Het Vrijheidsfront Plus (Afrikaans: Vryheidsfront Plus, VF+) is een Zuid-Afrikaanse partij die in 1994 werd opgericht en waarvan het behartigen van de belangen van de Afrikaners het voornaamste doel is. Sinds 2016 was Pieter Groenewald de partijvoorzitter.
Na de landelijke verkiezingen van 2024 trad de partij toe tot de regering van nationale eenheid en werd Pieter Groenewald minister van correctionele zaken.
Tussen 1994 en 1996 was het Vrijheidsfront de grootste oppositiepartij in het parlement van Zuid-Afrika. Vanaf 2006 nam de partij deel aan een coalitie onder leiding van de Democratische Alliantie in Kaapstad, totdat het Vrijheidsfront in 2009 op nationaal niveau in een coalitie met het rivaliserende African National Congress stapte. Nadat de regeringscoalitie van ANC en VF+ in 2014 eindigde, stapte het Vrijheidsfront in 2016 in een aantal lokale coalities met de DA. Thans vormt het VF+ in Johannesburg, Tshwane (Pretoria), Hessequa en Mookgopong/Modimolle (Naboomspruit/Nylstroom) coalities met de DA (soms met gedoogsteun van de Economische Vrijheidsstrijders) om het ANC buiten het bestuur te houden.

## Geschiedenis

### Oprichting
Het Vrijheidsfront Plus (VF+) werd op 1 maart 1994 opgericht als het Vrijheidsfront (Vryheidsfront, VF) door generaal Constand Viljoen, Carel Boshoff en Pieter Mulder. Viljoen stond bekend als een conservatief man die niettemin instemde met de beëindiging van de Apartheid. Omdat extremistische Afrikanerpartijen, zoals de Konserwatiewe Party, de aankomende multiraciale verkiezingen als ongrondwettelijk beschouwden en in december 1993 een akkoord tussen het Afrikaner Volksfront en het ANC over zelfbeschikking voor Afrikaners opbliezen, richtte Viljoen het Vrijheidsfront op. De bedoelingen van Viljoen en het VF was de acceptatie van de nieuwe situatie en het behartigen van de belangen van de Afrikaners en de bescherming van de Afrikanercultuur en tevens het bestrijden van extremistische Afrikanerorganisaties.
Door het Vrijheidsfront op te richten, konden Viljoen en Boshoff alsnog een deal sluiten met het ANC: conservatieve Afrikaners zouden met het Vrijheidsfront alsnog deelnemen aan de verkiezingen en het ANC zou het recht op zelfbeschikking van Afrikaners binnen en buiten Zuid-Afrika erkennen. Hoewel Viljoen het Vrijheidsfront al op 12 maart registreerde bij de Onafhankelijke Verkiezingscommissie, werd het Akkoord inzake Afrikaner zelfbeschikking eerst op 23 april 1994 getekend.
Bij de parlementsverkiezingen van 27 april 1994 behaalde het VF 424.555 stemmen (2,2%) en werd met 9 zetels in de Nationale Vergadering de vierde partij. De kiezers kwamen vrijwel uitsluitend uit de kringen van de Afrikaners. Omdat het Vrijheidsfront net niet genoeg zetels had om mee te mogen doen aan de Regering van Nationale Eenheid, werd het Vrijheidsfront de grootste partij in de oppositie. Gelijktijdig werden ook de provinciale verkiezingen gehouden. Daar verzamelde het VF 640.000 stemmen oftewel 37% van de stemmen van Afrikaners. De partij werd in zes van de negen provincies de derde partij, achter het ANC en de Nasionale Party. Deze score in de provincies gaf het Vrijheidsfront 5 zetels in de Senaat (1994-1997) en in de Nationale Raad van Provincies (1997-1999).

### Ontwikkeling na 1994
Bij de parlementsverkiezingen van 1999 verkreeg het VF echter maar 127.217 stemmen (0,8%) en verloor zes zetels en hield er maar 3 over in de Nationale Vergadering. Generaal Viljoen trad in 2001 als partijleider af ten gunste van dr. Pieter Mulder.
In de aanloop naar de parlementsverkiezingen van 2004 besloten het VF, de Conservatieve Partij van Zuid-Afrika en de Afrikaner Eenheidsbeweging om een verkiezingsalliantie (kartel) aan te gaan onder de naam Vrijheidsfront Plus (Vryheidsfront Plus, VF+). Later voegde ook de Federale Alliantie zich bij het VF+. Het VF+ won bij de parlementsverkiezingen van 2004 één zetel en kwam, ondanks een procentuele teruggang van 0,2%.. Bij de gemeenteraadsverkiezingen van 2006 haalde de partij 1% van de stemmen.
Bij de parlementsverkiezingen van 2009 verkreeg het VF+ 146.796 stemmen (0,83%) en opnieuw ging het VF+ procentueel (maar niet qua stemmen) achteruit, ondanks het wegvallen van de Nieuwe Nationale Partij. Wel slaagde de partij erin haar vier zetels te behouden. Na de verkiezingen maakte president Jacob Zuma bekend dat hij Pieter Mulder als onderminister van Landbouw, Bosbouw en Visserij opnam in zijn kabinet.
Bij de parlementsverkiezingen van 2014 verkreeg het VF+ 165.715 stemmen (0,90%). Voor het eerst ging het VF+ er zowel procentueel als qua stemmen op vooruit. Daarmee behield de partij haar vier zetels in het parlement.
Bij de parlementsverkiezingen van 2019 haalde het Vrijheidsfront Plus haar beste verkiezingsresultaat sinds de oprichting. Zo stemde 2,38% van de kiezers op het Vrijheidsfront Plus. Het aantal stemmen steeg met 150% ten opzichte van 2014 naar 414.864. Dat leverde tien zetels in de Nationale Vergadering op. Ook slaagde de partij erin om in acht van de negen provincies verkozen te worden, met in totaal 11 provinciale zetels en drie zetels in de Nationale Raad van Provincies.

## Ideologie
Het Vrijheidsfront Plus is een gematigd conservatieve partij. Ondanks haar conservatieve agenda is de partij tegen Apartheid en voor constructieve samenwerking met de regering en participatie van Afrikaners in het politieke proces. Haar Afrikaner nationalisme is dus gematigd en parlementair. Ondanks haar opstelling is het VF+ maar een kleine partij. Ongeveer een derde van de Afrikaners stemmen op de partij. Veel Afrikaners geven hun stem aan een van de grote, multiraciale partijen als de Democratische Alliantie, en extremistische Afrikaners stemmen vaak niet.
Een van de belangrijkste programmapunten van het Vrijheidsfront Plus is het recht op zelfbeschikking voor Afrikaners. Daardoor is Orania de enige gemeente in Zuid-Afrika waar een meerderheid op het Vrijheidsfront Plus stemt. De inwoners van Orania willen dat hun nederzetting een Volkstaat (een thuisland voor Afrikaners) wordt en het Vrijheidsfont Plus pleit voor het vormen van een tiende provincie voor Afrikaners rond Orania. In Orania stemt gewoonlijk tussen de 75 en 85% van de stemmers op het Vrijheidsfront Plus. Orania werd in april 1991 als Afrikaner-nederzetting gesticht door Carel Boshoff. Hij was ook een van de oprichters van het Vrijheidsfront en was provinciaal politicus voor het Vrijheidsfront Plus in de Noord-Kaap. In 2019 werd zijn zoon, Wynand Boshoff en inwoner van Orania, als parlementslid voor het Vryheidsfront Plus gekozen in de Nationale Vergadering.

## Politiek leiders
- Generaal Constand Viljoen : 1994 - 2001
- Dr. Pieter Mulder : 2001 - 2016 (onderminister van Landbouw, Bosbouw en Visserij 2009 - 2014)
- Pieter Groenewald : 2016 - heden

## Verkiezingsuitslagen sinds 1994

### Nationale verkiezingen
Het aantal stemmen en zetels voor de Nationale Vergadering.
| Jaar | stemmen | %     | zetels |
| ---- | ------- | ----- | ------ |
| 1994 | 424.555 | 2,17% | 9      |
| 1999 | 127.217 | 0,80% | 3      |
| 2004 | 139.465 | 0,89% | 4      |
| 2009 | 146.796 | 0,83% | 4      |
| 2014 | 165.715 | 0,90% | 4      |
| 2019 | 414.864 | 2,38% | 10     |

### Provinciale verkiezingen
In de onderstaande tabel zijn de stemmen uit alle provincies bij elkaar opgeteld, net als het aantal behaalde zetels.
De uitslag van 1994 gaf het Vrijheidsfront 5 zetels in de Senaat/Nationale Raad van Provincies. Sinds 1999 had het Vrijheidsfront geen zetels meer in de Nationale Raad van Provincies, maar in 2019 haalde ze 3 zetels in het Zuid-Afrikaanse hogerhuis.
| Jaar | stemmen | %      | zetels |
| ---- | ------- | ------ | ------ |
| 1994 | 639.643 | n.v.t. | 14     |
| 1999 | 142.538 | n.v.t. | 5      |
| 2004 | 139.327 | n.v.t. | 5      |
| 2009 | 152.143 | n.v.t. | 2      |
| 2014 | 144.401 | n.v.t. | 4      |
| 2019 | 327.798 | n.v.t. | 11     |

### Gemeenteraadsverkiezingen
| Jaar | stemmen | %     | zetels | Opmerkingen                              |
| ---- | ------- | ----- | ------ | ---------------------------------------- |
| 1995 | 230.845 | 2,66% | 159    |                                          |
| 2000 | 15,371  | 0,09% | 8      | Deelname in acht gemeenten               |
| 2006 | 252.253 | 1,0%  | 72     | Deelname in een kwart van alle gemeenten |
| 2011 | 153.159 | 0,5%  | 38     | Deelname in 20% van alle gemeenten       |
| 2016 | 307.549 | 0,8%  | 67     | Deelname in de helft van alle gemeenten  |